# Station Itakano
Station Itakano (井高野駅, Itakano-eki) is een metrostation in de wijk Higashi-Yodogawa-ku in Osaka, Japan. Het wordt aangedaan door de Imazatosuji-lijn. Het station is het beginpunt van deze lijn en ligt net binnen de gemeentegrenzen van de stad.

## Treindienst

### Imazatosuji-lijn(stationsnummer I11)
| 1, 2 | ■ Imazatosuji-lijn | richting Taishibashi-Imaichi, Gamō Yonchōme, Midoribashi en Imazato |

## Geschiedenis
Het station werd in december 2006 geopend.

## Overig openbaar vervoer
Bussen 37, 37A, 37B en 93

## Stationsomgeving
- Matsuya Denki (elektronicawinkel)
- Sunkus
- Winkelpromenade Itakano
- Kinki Osaka Bank
- Settsu Suito Shinyō Bank
- Fabriek van Daikin
- Itakano Golf Centre
- Kanzakigawa-rivier
- Aigawa-rivier

Itakano · Zuikō Yonchōme · Daidō-Toyosato · Taishibashi-Imaichi · Shimizu · Shimmori-Furuichi · Sekime-Seiiku · Gamō Yonchōme · Shigino · Midoribashi · Imazato